# Vincent de Rochemore
Vincent Gaspard Pierre de Rochemore (* 1711 in Toulon; † 1863 in Paris) war ein französischer Edelmann und Beamter in Französisch-Louisiana. Er wurde vor allem durch seinen Konflikt mit dem Chevalier de Kerlerec, dem Kolonialgouverneur, bekannt.

## Leben
Vincent war der fünfte Sohn von Henri de Rochemore († 1739), Ordre royal et militaire de Saint-Louis und Seigneur de la Deveze und dessen Frau Marie-Blanche de Ricard. Er heiratete Marie-Madeline de Caston in Rochefort und hatte zwei Söhne, Francois (geboren 1751) und Louis (geboren 1755). Er kam 1758 in Louisiana an und diente als Kommissar-General der Marine und Ordonnateur. Fast sofort kam er in Konflikt mit Kerlerec. Beide beschuldigten einander der Korruption, und Kerlerec rief Rochemore nach Frankreich zurück, zusammen mit den anderen politischen Gegnern, Antoine Philippe de Marigny und Schatzmeister Jean Baptiste d’Estrehan. Rochemore nutzte seinen Einfluss in Frankreich, um Kerlerec zu diskreditieren, der seines Postens als Gouverneur enthoben wurde.
1763 starb Rochemore in Frankreich, überlebt von seiner Frau und zwei Söhnen. Sein jüngerer Sohn, Louis, starb 1778 im Kampf, als er ein Schiff in Admiral de Suffrens Flotte kommandierte. Der ältere Sohn, François, war ein französischer Offizier. Während der Französischen Revolution wurde er inhaftiert und unter dem Vorwurf der Verschwörung hingerichtet.